# Mercedes-Benz OM 604/OM 605/OM 606

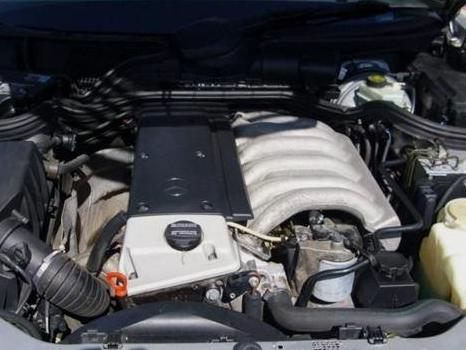
Mercedes-Benz OM 606 D 30 LA

Mercedes-Benz OM 604 — це рядний чотирициліндровий дизельний двигун із передкамерним уприскуванням від Mercedes-Benz. Це подальший розвиток OM 601 і має чотири клапани на циліндр. Як і у попередника, блок двигуна виготовлений із сірого чавуну, а головка блоку циліндрів — із легкого металу.
Використання чотириклапанної технології в дизельному двигуні легкового автомобіля було першим у світі на той час. Використання цієї технології дозволяє не тільки збільшити крутний момент і вихідну потужність у значно ширшому діапазоні швидкостей, але й зменшити споживання палива при повному навантаженні до 8 відсотків. Крім того, завдяки оптимізованому процесу згоряння викиди твердих частинок у вихлопних газах були зменшені приблизно на 30 відсотків. Подальші заходи для ефективного очищення вихлопних газів включали рециркуляцію вихлопних газів і стандартний каталізатор окислення.
OM 604 вперше був використаний у 1993 році в C-класі (серія 202) і в 1995 році в новому E-класі (серія 210). Це були єдині дизелі Mercedes-Benz, які мали розподільний паливний насос (електронний розподільний паливний насос, скорочено EVE) від Lucas замість перевірених рядних паливних насосів від Bosch.
Ущільнення паливних насосів Lucas з часом стають крихкими та негерметичними. Оскільки заміна всього насоса впорскування є дуже дорогою, пропонується ремонтний набір, у якому замінюються лише уражені ущільнення.

## OM 605/OM 606
Серії OM 605 (п'ятициліндровий) і OM 606 (шестициліндровий) були розроблені на одній технічній основі. З 1993 року OM 605 і OM 606 (E 250 Diesel і E 300 Diesel) встановлювалися як атмосферні двигуни в серії 124, де двоклапанні двигуни продовжували використовуватися як турбодвигуни.
У першому C-класі (W 202) OM 605 був доступний з появою в серії в 1993 році, а з 1995 року він був доступний тільки як турбодизель з позначенням C 250 Turbodiesel. Більший шестициліндровий турбодизель OM 606 тепер можна було замовити в E-класі (серія 210) як турбодизель E 300.
З 1997 року ці двигуни також були доступні з випускним турбокомпресором у наступній серії 210.
За винятком OM 604 D 20, який випускався в невеликих кількостях для південноєвропейського ринку, чотирициліндровий двигун OM 604 мав, на відміну від OM 605 і OM 606, більші значення діаметра (89 мм) і ходу (86,6 мм), але менший загальний робочий об'єм 2155 см³.

## Технічні дані
| Назва                                        | Тип двигуна    | Турбіна         | Модель      | Потужність при (1/хв)    | Крутний момент при (1/хв) | Роки виробництва |
| -------------------------------------------- | -------------- | --------------- | ----------- | ------------------------ | ------------------------- | --- |
| 4-циліндровий                                |                |                 |             |                          |                           | |
| Об'єм: 1997 см³, Діаметр × Хід: 87 × 84 мм   |                |                 |             |                          |                           | |
| C 200 Diesel (W/S 202)                       | OM 604 D 20    | –               | 604.915 EVE | 65 kW (88 PS) bei 5000   | 135 Nm bei 2000           | 1996–1998 (nur in Portugal erhältlich)                                                                                            |
| E 200 Diesel (W 210)                         | OM 604 D 20    | –               | 604.917 EVE | 65 kW (88 PS) bei 5000   | 135 Nm bei 2000           | 1996–1998 (nicht in Deutschland erhältlich)                                                                                       |
| Об'єм: 2155 см³, Діаметр × Хід: 89 × 86,6 мм |                |                 |             |                          |                           | |
| C 220 Diesel (W/S 202)                       | OM 604 D 22    | –               | 604.910 EVE | 55 kW (75 PS) bei 5000   | 150 Nm bei 3100           | 1996–1998 (Taxi-Variante, leistungsreduziert und PME-geeignet)                                                                    |
| E 220 Diesel (W 210)                         | OM 604 D 22    | –               | 604.912 EVE | 55 kW (75 PS) bei 5000   | 150 Nm bei 3100           | 1996–1998 (Taxi-Variante, leistungsreduziert und PME-geeignet)                                                                    |
| C 220 Diesel (W/S 202)                       | OM 604 D 22    | –               | 604.910 EVE | 70 kW (95 PS) bei 5000   | 150 Nm bei 3100           | 1993–1998 |
| E 220 Diesel (W 210)                         | OM 604 D 22    | –               | 604.912 EVE | 70 kW (95 PS) bei 5000   | 150 Nm bei 3100           | 1995–1998 |
| 5-циліндровий                                |                |                 |             |                          |                           | |
| Об'єм: 2497 см³, Діаметр × Хід: 87 × 84 мм   |                |                 |             |                          |                           | |
| C 250 Diesel (W 202)                         | OM 605 D 25    | –               | 605.910 ERE | 83 kW (113 PS) bei 5000  | 170 Nm bei 2800           | 1993–1998 (ab 1996 nur für Export in Griechenland, Italien, Belgien, Türkei, Bulgarien, Kroatien, Mazedonien, Ungarn erhältlich ) |
| E 250 Diesel (W/S/V/VF/F 124)                | OM 605 D 25    | –               | 605.911     | 83 kW (113 PS) bei 5000  | 170 Nm bei 2800           | 1993–1996 |
| E 250 Diesel (W/S/VF 210)                    | OM 605 D 25    | –               | 605.912 ERE | 83 kW (113 PS) bei 5000  | 170 Nm bei 2800           | 1996–1998 (nur in Griechenland, Italien, Portugal, Türkei, Bulgarien, Kroatien, Mazedonien, Ungarn erhältlich)                    |
| C 250 Turbodiesel (W/S 202)                  | OM 605 D 25 LA | Abgasturbolader | 605.960 ERE | 110 kW (150 PS) bei 4400 | 280 Nm bei 1800           | 1995–2001 |
| E 250 Turbodiesel (W/S 210)                  | OM 605 D 25 LA | Abgasturbolader | 605.962 ERE | 110 kW (150 PS) bei 4400 | 280 Nm bei 1800           | 1997–1999 (nicht in Deutschland erhältlich)                                                                                       |
| 6-циліндровий                                |                |                 |             |                          |                           | |
| Об'єм: 2996 см³, Діамер × Хід: 87 × 84 мм    |                |                 |             |                          |                           | |
| E 300 Diesel (W/S 124)                       | OM 606 D 30    | –               | 606.910     | 100 kW (136 PS) bei 5000 | 210 Nm bei 2200–4600      | 1993–1996 |
| E 300 Diesel (W 210)                         | OM 606 D 30    | –               | 606.912 ERE | 100 kW (136 PS) bei 5000 | 210 Nm bei 2200–4600      | 1995–1997 |
| E 300 Turbodiesel (W/S 210)                  | OM 606 D 30 LA | Abgasturbolader | 606.962 ERE | 130 kW (177 PS) bei 4400 | 330 Nm bei 1600–3600      | 1997–1999 |
| S 300 Turbodiesel (W 140)                    | OM 606 D 30 LA | Abgasturbolader | 606.961 ERE | 130 kW (177 PS) bei 4400 | 330 Nm bei 1600–3600      | 1996–1999 |
| G 300 Turbodiesel (W 463)                    | OM 606 D 30 LA | Abgasturbolader | 606.964 ERE | 130 kW (177 PS) bei 4400 | 330 Nm bei 1600–3600      | 1997–2001 |